# Церковь Рождества Иоанна Предтечи (Мишкинская)
Церковь Рождества Иоанна Предтечи (Предтеченский храм) — православный храм в станице Мишкинская Ростовской области; Ростовская и Новочеркасская епархия, Аксайское благочиние.

## История
Каменная церковь в хуторе Мишкинском была построена в 1910 году. Но в 1930-е годы была закрыта. Здание храма использовалось как сельский клуб, а потом под зернохранилище. В 1970-е годы здание было окончательно разрушено, а на его месте был построен детский сад; сохранился дом священника.
Только после распада СССР, в 2002 году, возобновилась деятельность прихода. Первоначально службы совершались в одном из помещений Мишкинского Дома культуры, а в 2009 году приходу было передано здание бывшего магазина на улице Просвещения. Силами прихожан, а также с помощью казачества и местной администрации здание было отремонтировано, в нём был установлен иконостас и престол.
Настоятелем храма Рождества Иоанна Предтечи в марте 2012 года стал иерей Константин Евгеньевич Федосеев.